# Atalante Migliorotti
Atalante Migliorotti (ur. ok. 1466, zm. 1532) – renesansowy muzyk i pomocnik Leonarda da Vinci w jego pracowni.
Prawdopodobnie urodził się z nieślubnego związku, jego ojcem był szanowany florencki notariusz. Według relacji Anonima Gaddiano pobierał u Leonarda lekcje muzyki. W 1482 r. pojechał z Leonardem da Vinci do Mediolanu. Artysta wykonał rysunek una testa ritratta d’Atalante che alzava il volto („portret Atalanta unoszącego twarz”), uważanego za prawdopodobny portret Atalante’a Migliorottiego. Rysunek ten znalazł się na liście prac Leonarda z ok. 1482 roku. Prawdopodobnie został również uwieczniony na rysunku nagiego mężczyzny grającego na instrumencie strunowym. 
Według jednej z hipotez Portret muzyka (przypisywany Leonardowi da Vinci) przedstawia Atalanta. Amerykański dziennikarz i autor biografii Leonarda da Vinci Walter Isaacson stwierdził, że w momencie powstania obrazu Atalante nie był znanym muzykiem. Jeżeli pozował on do portretu świadczyłoby to o tym, że Leonardo stworzył portret z własnej inicjatywy i dla własnej przyjemności, zafascynowany urodą asystenta. Wobec tego Portret Atalanta unoszącego twarz mógł być studium do Portretu lub wstępną wersją obrazu.
Nie wiadomo, do kiedy przebywał w Mediolanie wraz z Leonardem. Antonina Vallentin podaje, że śpiewak opuścił miasto za sprawą księżnej Mantui Izabeli d’Este. Księżna została później matką chrzestną jego dziecka.
Prawdopodobnie brał udział w widowisku dla dworu Charles’a d’Amborise, przygotowanym przez Leonarda da Vinci ok. 1490 roku. W 1491 r. na życzenie Izabeli d'Este zaśpiewał tytułową partię w operze Orfeusz. Zyskał wówczas także uznanie jako lutnik. W 1493 r. Isabella d'Este zamówiła u niego gitarę. W 1505 r. Atalante Migliorotti napisał do markiza Mantui pismo z informacją, że skonstruował lirę z dwunastoma strunami. W tym samym roku został zatrudniony jako nadzorca robót budowlanych w bazylice św. Piotra.